# Deutsch (kráter)
Deutsch je měsíční kráter nacházející se na odvrácené straně Měsíce a tudíž není pozorovatelný přímo ze Země. Leží jihozápadně od většího kráteru Seyfert. Má průměr 50 km, pojmenován je podle amerického astronoma a spisovatele Armina J. Deutsche.
Východo-severovýchodně se nachází kráter Polzunov, severo-severozápadně pak kráter Espin.

## Satelitní krátery
V okolí kráteru se nachází několik menších kráterů. Ty byly označeny podle zavedených zvyklostí jménem hlavního kráteru a velkým písmenem abecedy.
| Deutsch | Sel. šířka | Sel. délka | Průměr |
| ------- | ---------- | ---------- | ------ |
| F       | 24,1° S    | 112,0° V   | 31 km  |
| L       | 22,4° S    | 110,8° V   | 36 km  |